# 金山软件

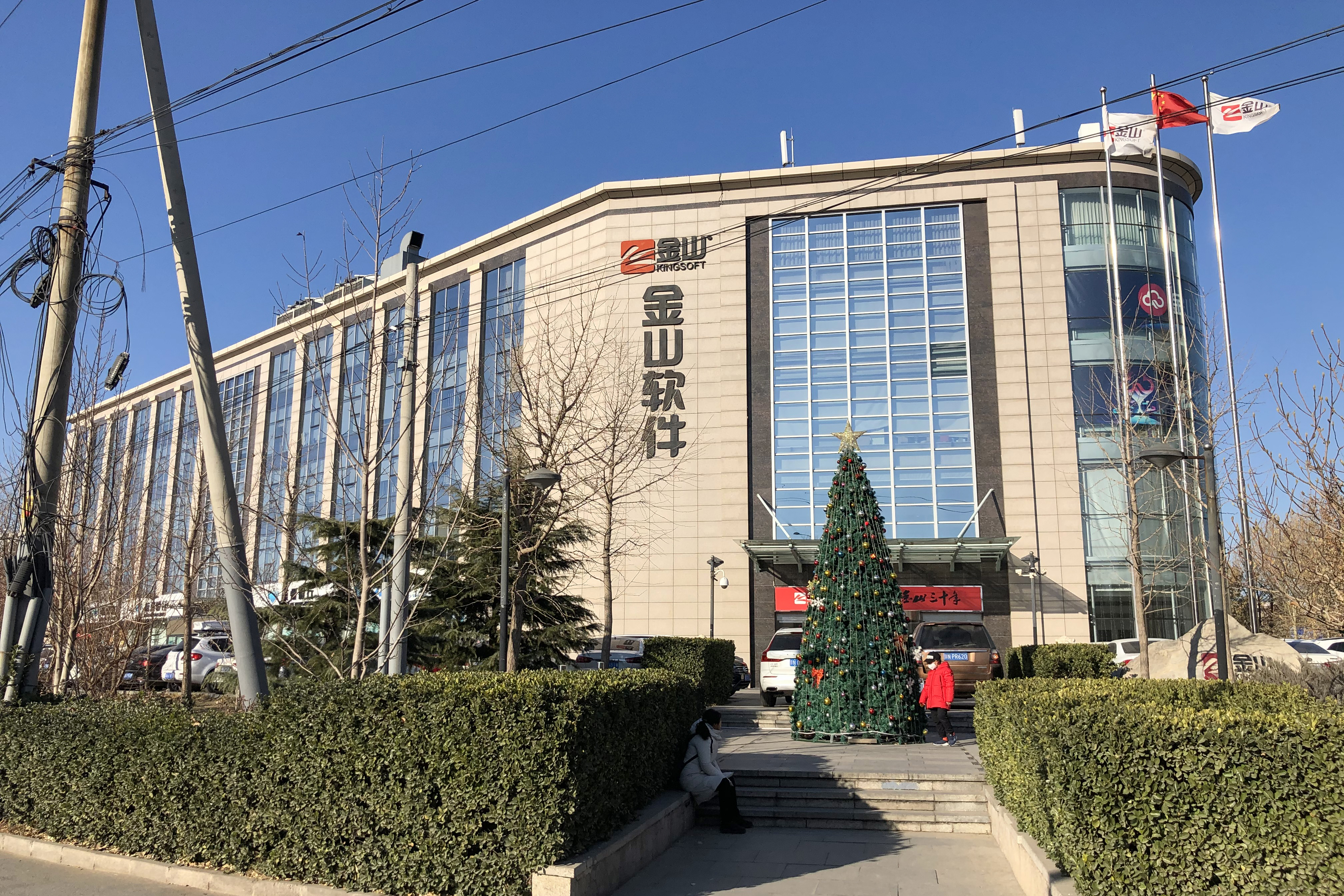
位于北京小营西路33号的金山软件大厦

金山软件有限公司，简称金山软件公司或金山公司（港交所：3888），是中国大陸软件企业。总部位于北京市。公司机构分别设立在广东珠海、成都、大连、深圳，并在日本设有分公司。金山软件是中国大陸国内最大的个人桌面软件开发商之一，以WPS（文字处理系统）、金山词霸、金山快译、金山毒霸、剑侠情缘等而闻名。日前（截止2020年6月）金山软件股份有限公司旗下拥有四家子公司：猎豹移动、金山办公、西山居、金山云。

## 企业构成

### 管理团队
- 现任董事长：鄒濤
- 现任董事[2]：雷军（董事会主席）邹涛、吴育强、求伯君、刘炽平、王舜德（独立非执行董事）、武文洁（独立非执行董事）、邓元鋆（独立非执行董事）
- 副总裁[3]：傅盛、王育林、刘伟、王全国、郭炜炜
- 首席执行官：邹涛

## 发展历史
史前
- 香港金山电脑有限公司（HONGKONG KINGSUN COMPUTER CO., LTD.）在1973年由张铠卿创建，主要经营IBM PC兼容机组装与销售业务，1980年以后由张铠卿之子张旋龙管理。
- 1988年，求伯君加入香港金山公司，开发Super-WPS文字处理系统，成立金山公司深圳开发部，涉足软件开发领域，金山软件公司的雏形出现。
- 1989年，发布和金山型汉卡，随后几乎垄断了中国的桌面轻印刷领域。
- 1993年，在香港金山公司与北大方正集团合资成为方正（香港）公司之前，张旋龙个人为求伯君提供资金，成立了珠海金山电脑有限公司。

正史
- 1994年，成立北京金山软件公司。
- 1996年，成立西山居工作室，发布内地第一款商业游戏《中关村启示录》。
- 1997年，发布内地最早的RPG《剑侠情缘》；发布词典软件《金山词霸》；发布运行在Windows 95平台的。
- 1998年，联想集团入股金山，成为金山的大股东，金山公司重组。
- 2000年，投资创建卓越网；发布反病毒软件《金山毒霸》。
- 2003年，成立北京金山研究院；组建北京金山数字娱乐有限公司。
- 2007年，公司於香港交易所上市。
- 2008年11月18日，金山软件举行20周年庆典，2009、金山词霸2009、金山快译2009、金山毒霸2009四大新品闪耀发布。
- 2009年11月30日，成立北京金山安全软件有限公司，雷军为法定代表人。
- 2010年11月10日，正式成立金山网络，原可牛软件傅盛出任金山网络，原金山安全王欣出任，求伯君与雷军均为金山网络董事会成员。并宣布金山毒霸永久免费。
- 2011年7月5日，董事长兼求伯君正式公布了其退休计划，计划在未来半年内辞去在金山软件的所有执行性职务，正式退休。董事会提名委员会提名雷军出任董事长，这个提议获得了董事会一致通过。
- 2011年7月6日，騰訊控股入股金山軟件15.68%權益，總代價約8.92億港元。
- 2011年10月19日，金山软件宣布，自2011年10月24日起，任命原微软亚洲工程院院长、亚太研发集团首席技术官张宏江博士为金山软件首席执行官（CEO）。
- 2014年1月11日，金山軟件入股內地手機啟動程式開發及內容服務供應商魔秀科技，金山將注資2000萬元人民幣，以及提供價值約500萬元人民幣的推廣資源，完成後金山將持有魔秀28.26%股權，至於魔秀另一股東騰訊(0700)持股量則由31%下降至22.24%。

- 2015年6月11日，金山軟件，陳升及紫光集團計劃以每股23美元全面收購世紀互聯的美國預託股份，金山軟件已持有世紀互聯普通股總數約11.11%，及任何世紀互聯股東大會約20.35%投票權

- 2019年11月7日，金山軟件分拆旗下主要從事辦公軟件產品及服務的設計、研發及銷售推廣的北京金山办公软件股份有限公司（简称金山办公）在上海證券交易所科創板上市，擬發行1.01億股新股，佔目前已發行股份總數約28.06%，每股發行價45.86元人民幣，集資46.32億，金山軟件在金山办公上市后的股權將減至約52.71%，18日在上海證券交易所科創板首日上市

### 业务划分
- 金山办公：负责金山、金山词霸等软件业务的开发与运营。
- 猎豹移动（Cheetah Mobile，原金山网络）：金山毒霸、金山卫士等安全类产品，以及猎豹浏览器、猎豹清理大师等工具类产品。
- 西山居：（原金山数字娱乐有限公司）负责金山网络游戏业务。包括作为网络游戏官方网站的逍遥网。
- 金山云：金山集团旗下云计算品牌。创立于2012年，在北京、上海、成都、广州、香港和北美等全球各地设立数据中心及运营机构。

历史
- 卓越网： 成立于2000年1月，由金山公司及联想投资公司共同投资组建，曾是中国著名的电子商务软件以及网上书籍与音像零售商。于2004年8月被亞馬遜公司收购，2007年6月5日更名为“卓越亚马逊”，并启用新的域名，2011年10月27日正式更名为亚马逊（中国）。

## 主要产品

### 信息安全
- 金山毒霸：猎豹移动研制开发的反病毒软件。

停止开发
- 金山卫士：最新版本为4.7。
- 金山密保：金山密保是一款永久免费的账号保护软件，可保护网络游戏账号和密码安全。目前最新版为2.1 beta。
- 金山网盾：金山网盾是一款互联网浏览网页安全防互软件。金山网盾的主要功能合併金山毒霸、金山卫士中。
- 金山清理专家：金山清理专家，最新版为3.5 beta。清理功能已合併金山卫士。
- 金山网盾防火墙(原金山网镖)：金山网盾防火墙，最新版为金山网镖 2010 alpha 。部分功能已融入金山毒霸防黑墙。

### 云服务
- 云服务器
- 关系型数据库
- 对象存储
- 内容网络分发
- 负载均衡
- 云数据库Redis
- 云物理主机

### 办公软件及电子政务
- WPS：金山公司的起家产品，始创于1988年，最初是一个文字处理软件，现在发展为一个完整的办公套件。大陆个人用户可以免费在WPS官网下载到全套中文版WPS（包括文字、演示与表格），而日文版则需要付费方可使用。
- 金山文档：金山公司出品的跨平台文档同步协作和存储服务

- 金山快盘：一个由金山软件出品的跨平台同步式网络硬盘。现已停止服务。[4]

### 工具软件
- 金山词霸：一款支持多种平台的电子词典软件，网页版名为爱词霸。金山词霸官方网站 （页面存档备份，存于）

- 金山打字通：金山打字通是一款打字练习软件。金山打字通官方网站 （页面存档备份，存于）

### 停止开发
- 金山书信通：金山书信通是一款书信写作助手。最新版是金山书信通2002。
- 金山单词通：金山单词通是一款单词辅助背诵软件，最新版本为金山单词通2003。
- 金山画王：金山画王是一款绘图工具。使用金山商标发行的OEM产品，并非金山开发[5]。金山画王官方网站 （页面存档备份，存于）
- 金山彩翼：金山彩翼，移动电话彩信编辑软件。最新版本是金山彩翼 V2.0。
- 金山快译：是一个翻译软件，可以进行全文翻译或对用户界面、网页等进行即时翻译。金山快译官方网站 （页面存档备份，存于）
- 金山词霸豆豆：金山词霸豆豆，2005年12月，金山公司推出了词霸豆豆1.0，这是互联网版本的金山词霸，拥有金山词霸的所有功能。它的词典文件全部放在远程服务器上，因此它的安装包非常小，只有1.5M。词霸豆豆是可以免费下载使用的。谷歌金山词霸推出后，金山词霸豆豆的下载已经停止。词霸豆豆 （页面存档备份，存于）
- 金山影霸：金山影霸（KingPlayer，最初英文名称为STHVCD）。1996年，金山公司推出了金山影霸1.0，開發者梁肇新。金山影霸当时可以在486计算机上不需要硬件解压卡来流畅完成VCD的播放，成为当时中国大陆市场的主流媒体播放软件产品。1997年，梁肇新离开金山公司，独立开发相同功能的超级解霸。金山公司放弃了对金山影霸的继续开发。2000年起，金山公司重新推出金山影霸III，重新进入媒体播放器市场。目前，金山影霸的版本为金山影霸2003，以DVD播放功能而见长。金山影霸官方网站 （页面存档备份，存于）
- 金山政鹰：金山政鹰是一款电子政务系统，主要有公文流转、电子图章等功能。还提供自助式的信息发布与交流平台，用于各类企业和政府机构发布信息。主要开发人员有章立新、尚进等。它从1999年的金山电子图章系统开始发展，2001年发布金山政鹰网上办公平台1.1版。
- 金山游侠：金山游侠是一款DOS/Windows下的游戏修改工具软件，功能类似FPE。金山游侠官方网站 （页面存档备份，存于）

### 游戏软件和數位娱乐

#### 单机游戏
- 中关村启示录
- 中国民航
- 剑侠情缘系列
- 抗日：地雷战
- 决战朝鲜
- 天王

#### 网络游戏
- 封神榜
- 封神榜2
- 封神榜国际版
- 獨孤九劍online
- 春秋Q传
- 春秋外传
- 剑侠情缘online（1、2、3）
- 剑侠世界
- 反恐行动
- 铁血三国志
- 仙侣情缘2
- 月影传说ONLINE
- 剑侠二外传
- 飞天风云
- JJOnline
- 尘白禁区